# エドワード・シッペン・バーンズ
エドワード・シッペン・バーンズ（Edward Shippen Barnes、1887年9月14日 - 1958年2月14日）は、アメリカ合衆国のオルガン奏者、作曲家。

## 経歴
彼はイェール大学でホレイショ・パーカーとハリー・ジェプソンに師事した。イェール大学を卒業した後、バーンズはルイ・ヴィエルヌ、ヴァンサン・ダンディ、アベル・ドゥコーとともにパリで勉強を続けた。
その後は、ニューヨークのインカーネーション教会（1911年 - 1912年）、ニューヨークのラトガース長老派教会（1913年 - 1924年）、フィラデルフィアの聖スティーヴンス聖公会教会（1924年 - 1938年）、およびサンタモニカの第一長老派教会（1938年 - 1958年）にて、オルガン奏者として働いた。
また、バーンズは2つのオルガン交響曲、小さなオルガン作品を作曲し、オルガン用に作品を編曲し、宗教音楽に関する本を執筆した。
バーンズは、オルガン指導法『The School Of Organ Playing』（1921年）を執筆し、雑誌「American Organ Monthly」の編集者でもあった。